# Tekkalakota
Tekkalakota é uma panchayat (vila) no distrito de Bellary, no estado indiano de Karnataka.

## Demografia
Segundo o censo de 2001, Tekkalakota tinha uma população de 23 578 habitantes. Os indivíduos do sexo masculino constituem 50% da população e os do sexo feminino 50%. Tekkalakota tem uma taxa de literacia de 30%, inferior à média nacional de 59,5%: a literacia no sexo masculino é de 41% e no sexo feminino é de 20%. Em Tekkalakota, 18% da população está abaixo dos 6 anos de idade.